# Friedrich von Rhede
Friedrich von Rhede (* um 1520; † im 16. oder 17. Jahrhundert) war Domherr in Münster.

## Leben
Friedrich von Rhede, Spross des niederländischen Zweigs des ursprünglich westfälischen Adelsgeschlechts Rhede, entstammte der emsländischen Familie von Rhede zu Brandlecht, die von der 2. Hälfte des 15. Jahrhunderts bis 1715 Inhaber des Lehens über die Burg Brandlecht war. Er war der Sohn des Adrian von Rhede zu Brandlecht (Geheimer Rat des Bischofs von Utrecht) und dessen Gemahlin Lucia von Goor. Sie hatten am 23. September 1516 geheiratet. Am 23. Juli 1539 erhielt Friedrich eine münstersche Dompräbende. Nach dem Tode des Domherrn Johann Morrien erhielt er das Präsentationsrecht. Bis zum Jahre 1545 blieb er im Besitz der Pfründe. Friedrich war Kanoniker am Kollegiatstift St. Lebuin in Deventer.
Sein Bruder Heinrich war von 1554 bis 1572 Domherr in Münster.